# Hijska mastika
Hijska mastika (grčki: Μαστίχα Χίου) poseban varijetet mastike (smola dobivena zarezivanjem kore tršlje i sušena na suncu) s grčkog otoka Hija koji proizvodi jako puno smole. Mastika tršlje (lat. Pistacia lentiscus) je dugo bio poznat po svojim brojnim svojstvima i ima široku primjenu u kulinarstvu, te kod osvježavanja daha (kao žvakaća guma, može se reći i najstarija), liječenja gingivitisa, ali i želučanih i dišnih tegoba. 
Tijekom vladavine Otomanskog carstva na Hiju je mastika bila vrlo cijenjena, pa je čak i dosezala cijenu zlata, a sultan je za njezinu krađu dosuđivao smrtnu kaznu. Tijekom pokolja na Hiju, stanovnici južne pokrajine Mastichochoria bili su pošteđeni kako bi sultana i njegov harem nastavili opskrbljivati tom dragocjenom smolom. Tursko ime za taj otok, Sakız Adası znači „otok gume”.
Kultura uzgoja mastike na Hiju je obiteljska okupacija koja zahtijeva napornu brigu tijekom cijele godine u kojoj muškarci i žene svih dobnih skupina sudjeluju ravnopravno u različitim fazama. Muškarci se brinu o prirodnoj oplodnji i obrezivanju grmlja zimi, dok od sredine lipnja žene pometu, poravnaju i očiste tlo oko debla, tako da se mastika može lakše pokupiti. Od srpnja se željeznim alatom pravi rez u koži kore i glavnim granama i nakon što mastika očvrsne, žene prve biraju veće „suze”, peru ih i stavljaju ih u drvenim kutijama na hladnom mjestu. Stariji članovi zajednice su odgovorni za prijenos tehnike zarezivanja i žetvu mastiha mlađoj generaciji. Kultura mastiksa predstavlja sveobuhvatan društveni događaj oko koje su uspostavljene mreže grupa i uzajamne pomoći. U selima je bila i povodom za stalno ponavljanje kolektivnog sjećanja kroz pripovijedanja starih prpovijesti i priča. Zbog toga je upisana na UNESCO-ov popis nematerijalne svjetske baštine u Europi 2014. god.

## Vanjske poveznice
- Video na youtube.com
- Chios Mastic Source: www.greeka.com, greeka.com